# جمهوری اول کره

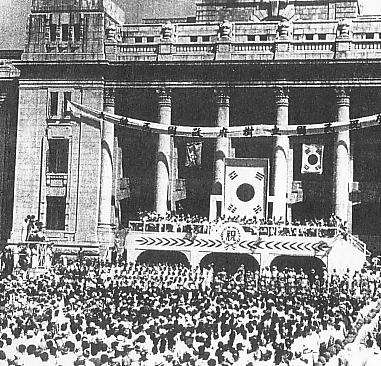
تأسیس دولت.

جمهوری نخست کره (کره‌ای: 제1공화국; لاتین‌نویسی اصلاح‌شده: Jeil Gonghwaguk; lit. "جمهوری اول") یک دولت مستقر در کره جنوبی بین سال‌های ۱۹۴۸ تا ۱۹۶۰ بود و با کمک دولت ایالات متحده آمریکا و دولت نظامی ارتش ایالات متحده آمریکا در کره ایجاد شد، که این منطقه را از سال ۱۹۴۵ تا ۱۹۴۸ کنترل می‌کرد. فیلیپین کره جنوبی را در ۱۵ اوت ۱۹۴۸به رسمیت شناخت. جمهوری اول در ۱۵ اوت ۱۹۴۸ با ایسونگمن ری به عنوان اولین رئیس‌جمهور کره جنوبی شد. همانند دولت‌های بعدی از خود، خود را حاکم سراسر شبه جزیره کره اعلام کرد، اگر چه آن‌ها فقط در منطقه ای از جنوب موازی ۳۸ قدرت داشت. تأیید حکومت رئی به دنبال انتخابات مجلس قانون اساسی کره جنوبی، ۱۹۴۸ از تاریخ ۱۰ مه ۱۹۴۸. اولین قانون اساسی کشور توسط اولین مجلس ملی در ۱۷ ژوئیه ایجاد شد. این سیستم یک رئیس‌جمهور قدرتمند ایجاد کرد که به‌طور غیرمستقیم توسط مجلس ملی انتخاب می‌شد و تا انقلاب آوریل در سال ۱۹۶۰ منجر به استعفای ایسونگمن ری وایجاد جمهوری دوم کره شد.

## تاریخ
برای آگاهی از تاریخ شبه‌جزیرهٔ کره پیش از جدایی دو کره، نگاه کنید به کرهٔ شمالی.
در پی جنگ جهانی دوم، سربازان شوروی و آمریکا به‌ترتیب، بخش‌های شمالی و جنوبی کشور را به کنترل خود درآوردند. با وجود به رسمیت شناخته شدن اولیهٔ کرهٔ متحد در کنفرانس قاهره، خصومت فزایندهٔ جنگ سرد، سرانجام به تشکیل دو دولت جداگانه - با ایدئولوژی‌های مختص خود - و تقسیم کره به دو موجودیت سیاسی مجزا، منجر شد؛ کرهٔ شمالی و کرهٔ جنوبی.
در شمال، یک پارتیزان ضد ژاپن و فعال سابق کمونیست به نام کیم ایل سونگ و در جنوب، یک رهبر سیاسی دست راستی و تبعیدی، به نام سینگمان ری به‌عنوان رئیس‌جمهوری به قدرت رسیدند.
در ۲۵ ژوئن سال ۱۹۵۰ کرهٔ شمالی با هجوم به کرهٔ جنوبی، جنگ کره را آغاز کرد. سرانجام و پس از پیشرفت‌های زیاد از هر دو طرف، جنگ به بن‌بست رسید. صلح موقت سال ۱۹۵۳ که البته هیچ‌گاه توسط کرهٔ جنوبی امضاء نشد، شبه‌جزیره را در امتداد منطقهٔ بی‌طرف در نزدیکی خط مرزی در حدود عرض جغرافیایی ۳۸ درجه به دو نیم تقسیم کرد. تاکنون هیچ معاهدهٔ صلحی امضاء نشده و دو کشور از نظر حقوقی هنوز در جنگ هستند.